# 立江川
立江川（たつえがわ）は、徳島県小松島市を流れる二級河川である。

## 地理
小松島市南部から中央を北流、JR牟岐線阿波赤石駅付近で小松島湾に注ぐ。下流は那賀川三角州の一部となる。上流部は中ノ坪川と呼ばれる。中流右岸近くに十九番札所立江寺がある。
小松島市内の櫛渕町の平地は後背湿地で、往時は潟湖であったと思われ、現在も水稲に秋落ちの現象がみられたり、周辺の住居の井戸に塩分が混ざり飲用に適さないものがある。下流は感潮河川で河川に潮止めの樋門がある。昭和52年に絶滅に瀕したニホンカワウソの事故死体が堤防上で発見され話題となった。

## 支流
- 櫛渕川
- 扇山川
  - 黒須川
- 前橋川
- 石見川
  - 北馬川
  - 中津川
- 田野川
  - 恩山寺谷川
    - 政所谷川

  - 天王谷川

## 流域の主な施設
- 立江川親水公園
- 十九番札所立江寺
- 小松島市立立江中学校（2016年廃校）
- 小松島市立立江小学校
- 小松島市立小松島南中学校
- 小松島市立体育館
- 小松島市立武道館
- JR牟岐線阿波赤石駅

## 流域の自治体
徳島県
小松島市